# Dioscorea trinervia
Dioscorea trinervia är en enhjärtbladig växtart som beskrevs av William Roxburgh, David Prain och Isaac Henry Burkill. Dioscorea trinervia ingår i släktet Dioscorea och familjen Dioscoreaceae. Inga underarter finns listade i Catalogue of Life.